# РАО Энергетические системы Востока
Акционерное общество «РАО Энергетические системы Востока» (РАО ЭС Востока) — российский энергетический холдинг, оперировавший во всех регионах Дальневосточного федерального округа. Являлся правопреемником большинства прав и обязательств ОАО РАО «ЕЭС России» в отношении электроэнергетики Дальнего Востока. С 2017 года не имеет собственного исполнительного аппарата, не ведёт операционной деятельности, управление активами передано в головную компанию ПАО «РусГидро».

## История
26 октября 2007 года на внеочередном общем собрании акционеров ОАО РАО «ЕЭС России» было принято решение об учреждении ОАО «РАО ЭС Востока». 1 июля 2008 года в результате реорганизации ОАО РАО «ЕЭС России» ОАО «РАО Энергетические системы Востока» было зарегистрировано. В соответствии с условиями реорганизации, одобренными решением внеочередного общего собрания акционеров ОАО РАО «ЕЭС России» 26 октября 2007 года, акции компании размещены 1 июля 2008 года среди акционеров РАО «ЕЭС России». На момент регистрации общества его основным акционером являлась Российская Федерация с долей участия в уставном капитале 52,68 %.
С 28 октября 2011 года — входит в группу «РусГидро». С 01 апреля 2017 года — не имеет собственного исполнительного аппарата, единоличным исполнительным органом является «материнская» компания ПАО «РусГидро». Проведен делистинг акций на Московской бирже.

## Собственники
Основной акционер — ПАО «РусГидро» — 99,98 %.

## Руководство
Единоличный исполнительный орган — ПАО «РусГидро».

## Деятельность
До 2017 года управляла дочерними и зависимыми обществами — предприятиями по производству, диспетчеризации, передаче и сбыту электро- и тепловой энергии, расположенными во всех девяти субъектах Дальневосточного федерального округа: как на территории объединённой энергосистемы Востока России, так и в изолированных энергосистемах.
Владеет крупными пакетами акций дальневосточных энергокомпаний, в том числе ДЭК, ДРСК  (через ДЭК), Якутскэнерго, Магаданэнерго, Камчатскэнерго, Сахалинэнерго,  «Передвижная энергетика».